# Anhinga
Anhinga Brisson, 1760 è un genere di uccelli suliformi che comprende 4 specie. È l'unico genere della famiglia Anhingidae.

## Tassonomia
Il genere Anhinga comprende le seguenti specie:
- Anhinga rufa (Daudin, 1802) - aninga africana
- Anhinga anhinga (Linnaeus, 1766) - aninga comune o aninga americana
- Anhinga novaehollandiae (Gould, 1847) - aninga australiana
- Anhinga melanogaster Pennant, 1769 - aninga asiatica o aninga orientale